# Она ти срце сломила
Она ти срце сломила је шеснаести студијски албум певачице Снежане Ђуришић и други који је објављен 1996. године. Објављен је у издању дискографске куће М.и Т. Старчевић.

## Песме на албуму
| Бр. | Песма                                                                     | Музика          | Текст             | Аранжман        |
| --- | ------------------------------------------------------------------------- | --------------- | ----------------- | --------------- |
| 1.  | Она ти срце сломила                                                       | Зоран Старчевић | Милада Зековић    | Зоран Старчевић |
| 2.  | Бор, Неготин, Зајечар                                                     | Зоран Старчевић | Зоран Старчевић   | Зоран Старчевић |
| 3.  | Клео се, клео                                                             | Зоран Старчевић | Суада Демировић   | Зоран Старчевић |
| 4.  | Певам за љубави старе                                                     | Зоран Старчевић | Зоран Поповић     | Зоран Старчевић |
| 5.  | Да сам волела                                                             | Зоран Старчевић | Миомир Самуиловић | Зоран Старчевић |
| 6.  | Крадем те другој                                                          | Зоран Старчевић | Миомир Самуиловић | Зоран Старчевић |
| 7.  | Између мене и тебе, тама                                                  | Зоран Старчевић | Миомир Самуиловић | Зоран Старчевић |
| 8.  | Љубав на песку                                                            | Зоран Старчевић | Зоран Старчевић   | Зоран Старчевић |
| 9.  | Сплет песама: Ој, јаворе, јаворе - Играли се коњи врани - Одакле си, селе |                 |                   |                 |